# Musajid (prowincja)
Musajid (arab. مسيعيد, dawniej: Umm Said) – była prowincja w emiracie Kataru. Znajdowała się w południowo-wschodniej części kraju. Została przyłączona do prowincji Al-Wakra.